# Тошо Борковић
Тошо Борковић (Хан Пијесак, 1953.) српски је карикатуриста и илустратор. Живи и ствара у Београду. Добитник је бројних највећих свјетских награда и признања. Студирао је у Електротехнички факултет Универзитета у Београду.
Након што је промјенио неколико разних послова, 1980. године окреће се према карикатури. Запослио се у београдском листу Вечерње новости. Од октобра 1986. до данас ствара у Новостима. Борковићеве карикатуре су сатиричног карактера.

## Награде и признања
- Златна урма Бордигера ’82
- Златна медаља Токио ’85
- Златна медаља Сао Паоло ’87
- Прва награда Пјер '84,'88, '92
- Златна медаља Пољска 2000
- Прва награда Гете института 2000, 2001
- Гран при Румунија 2001
- Двије награде "Невен" за дјечије књиге, двије награде за стрип, награда за плакат
- Бронзани витез, Русија за цртани филм[2]
- Звање Витез од духа и хумора (Гашин сабор, 2018), додељују Центар за уметност стрипа Београд при Удружењу стрипских уметника Србије и Дечји културни центар Београд[3]

## Извор
1. ↑  „Фена магазин: Интервју са Тошом Борковићем”. Архивирано из оригинала 02. 08. 2016. г. Приступљено 08. 08. 2016.
2. ↑  Весна Денчић: Интервју - Тошо Борковић
3. ↑  Удружење стрипских уметника Србије.„Две госпе, седамдесет витезова и 6.000 улазака у племенити свет стрипа: Извештај са првог Гашиног сабора, 26. април — 11. мај 2018.” Архивирано на веб-сајту  (18. мај 2018), 17. мај 2018.